# تلکوو
تلکوو (به آلمانی: Thelkow) یک شهر در آلمان است که در روشتوک واقع شده‌است. تلکوو ۴۹۹ نفر جمعیت دارد.